# Адріан Кнуп
Адріан Кнуп (нім. Adrian Knup, нар. 2 липня 1968, Лісталь) — швейцарський футболіст, що грав на позиції нападника, зокрема, за клуби «Люцерн» та «Штутгарт», а також національну збірну Швейцарії. Футболіст 1991 року у Швейцарії

## Клубна кар'єра
У дорослому футболі дебютував 1986 року виступами за команду клубу «Базель», в якій провів два сезони, взявши участь у 40 матчах чемпіонату. 
Протягом 1988—1989 років захищав кольори команди клубу «Аарау».
Своєю грою за останню команду привернув увагу представників тренерського штабу клубу «Люцерн», до складу якого приєднався 1989 року. Відіграв за люцернську команду наступні три сезони своєї ігрової кар'єри. Більшість часу, проведеного у складі «Люцерна», був основним гравцем атакувальної ланки команди. 1992 року допоміг команді стати володарем Кубка Швейцарії.
Того ж 1992 року уклав контракт з німецьким «Штутгарт». Швейцарський новачок відразу ж взяв участь у грі за Суперкубок Німеччини, ставши володарем цього трофею. Загалом провів за штутгартців два роки своєї кар'єри, здебільшого виходячи на поле в основному складі команди. Був одним з головних бомбардирів команди, маючи середню результативність на рівні 0,38 голу за гру першості.
Згодом з 1994 по 1996 рік грав за «Карлсруе СК», після чого провів декілька матчів у Туреччині за «Галатасарай».
Завершив професійну ігрову кар'єру на батьківщині у рідному «Базелі», до якого повернувся 1996 року. Захищав його кольори до припинення виступів на професійному рівні у 1998 році.

## Виступи за збірну
1989 року дебютував в офіційних матчах у складі національної збірної Швейцарії. Протягом кар'єри у національній команді, яка тривала 8 років, провів у її формі 49 матчів, забивши 26 голів.
У складі збірної був учасником чемпіонату світу 1994 року у США, де виходив на поле у трьох з чотирьох матчів своєї команди, яка припинила боротьбу на стадії 1/8 фіналу.

## Титули і досягнення

### Командні
- Володар Кубка Швейцарії (1):

«Люцерн»: 1991-1992
- Володар Суперкубка Німеччини (1):

«Штутгарт»: 1992

### Особисті
- Футболіст року у Швейцарії: 1991